# Iroha
 (janvier 2018).
Si vous disposez d'ouvrages ou d'articles de référence ou si vous connaissez des sites web de qualité traitant du thème abordé ici, merci de compléter l'article en donnant les références utiles à sa vérifiabilité et en les liant à la section « Notes et références ».

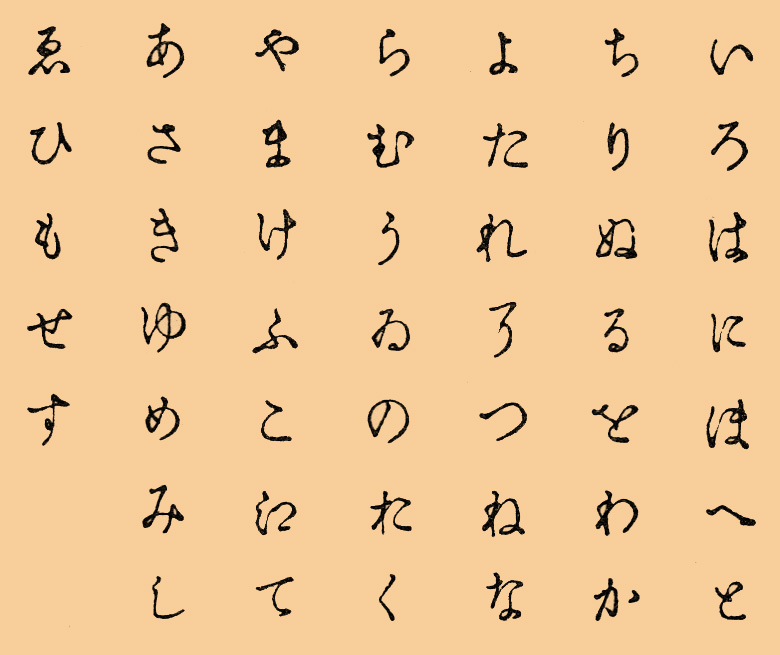
Iroha. Ensemble de hiragana, Gojūon. Illustration pour l'article « Japon » de l'encyclopédie de Brockhaus et Efron - vers 1905.

"Iroha-uta" (いろは歌) se traduit littéralement par "le poème Iroha". C'est un poème japonais composé de 47 caractères kana, qui utilise chaque caractère de l'alphabet japonais (kana) exactement une fois (à l'exception du caractère "ん" qui n'existait pas à l'époque où le poème a été écrit). 
Le "Iroha-uta" est célèbre pour être un pangramme, c'est-à-dire une phrase qui contient toutes les lettres d'un alphabet, et il a été utilisé traditionnellement pour enseigner l'ordre des kana (les syllabaires japonais). En plus de son utilisation pratique, le poème est aussi admiré pour sa beauté littéraire et sa profondeur philosophique. Le contenu du poème est souvent interprété comme une réflexion sur l'impermanence de la vie, un thème central du bouddhisme.
Le poème est attribué au moine et savant bouddhiste Kūkai, bien que son auteur soit en réalité inconnu.. Sa date de rédaction est, d'après les spécialistes, postérieure au XIe siècle.
Longtemps utilisé pour l'apprentissage des kanas, il fut remplacé par le goinzu (tableau de cinq sons) puis par le gojūonzu (tableau des cinquante sons) durant l'époque d'Edo. Il est maintenant utilisé pour l'initiation à la calligraphie, et pour la lecture des notes, et sert parfois de classement.
Ce célèbre poème est initialement composé avec la totalité des quarante-sept hiraganas, à l'exception du ん (n) qui date de l'ère Edo, ainsi que du /ye/ qui disparaît avant cette date. Après qu'il a commencé à être utilisé, le kana ん (n) a été ajouté, afin que le poème continue d'être un exercice complet.

## Hiraganas composant l’iroha
Ce texte ancien utilise l'écriture japonaise traditionnelle en colonnes du haut vers le bas et de droite à gauche. Il utilise les caractères ゑ (we) et ゐ (wi), qui ont disparu du japonais moderne (hormis certains dialectes d’Okinawa), et n'utilise pas les signes de voisement (◌゙ et ◌゚), apparus ultérieurement.
|  | さ き ゆ め み し ゑ ひ も せ す ん | ゐ の お く や ま け ふ こ え て あ | わ か よ た れ そ つ ね な ら む う | い ろ は に ほ へ と ち り ぬ る を |

## Texte du poème en kanas et en kanjis
Voici le texte en kanas, écrits de gauche à droite et de haut en bas, suivi de sa version en kanjis, de sa transcription moderne et de sa traduction littérale en français :
|  | い ろ は に ほ へ と ち り ぬ る を わ か よ た れ そ つ ね な ら む う ゐ の お く や ま け ふ こ え て あ さ き ゆ め み し ゑ ひ も せ す |  | Iro ha nihohe to tirinuru wo Wa ka yo tare so tune naramu Uwi no okuyama kehu koete Asaki yume misi wehi mo sesu |  | 色は匂へど 散りぬるを 我が世誰ぞ 常ならむ 有為の奥山 今日越えて 浅き夢見じ 酔ひもせず |  | Iro wa nioedo Chirinuru o Waga yo tare zo Tsune naramu Ui no okuyama Kyō koete Asaki yume miji Ei mo sezu |  | Les couleurs sont parfumées, mais pourtant elles disparaissent. Qui peut dans notre monde rester sans changements. La haute montagne des aléas, aujourd'hui, j'irai au-dessus d'elle. N'ayant ni les rêves vains, n'obtenant ni l'ivresse du vin. |  | 7 5 6 5 7 5 7 5 |

Voici la version d'origine et la traduction exacte du « Iroha » : 
Iro ha nihohe to tirinuru

をわ か よ た れ そ

Wo wa ka yo tare so tune

つ ね な ら むう ゐ の お く や ま

Naramu Uwi no okuyama

け ふ こ え てあ さ き ゆ め

Kehu koete asaki yume

み しゑ ひ も せ す
Qui donc en ce monde dure éternellement ?

Les lointaines montagnes de l'illusion franchies,

Ne cédons plus aux rêves inutiles et vains

Note : L’ancien japonais ne distinguait pas les 
consonnes sourdes et sonores. La prononciation de ce poème est donc différente en japonais moderne : aujourd’hui, la première ligne se lit irowa nioedo, même si l’iroha comme la numération reste encore i, ro, ha, ni, ho, he, to, etc.

## Utilisation de l’iroha
Les noms des notes de musique en japonais sont basés sur les sept premiers sons de l’iroha, de la même façon qu'en notation latine, elles sont basées sur l'Hymne de Saint Jean-Baptiste, ou qu'en notation germanique, selon les lettres de l'alphabet (En partant de notre ’La’, comme dans la notation anglosaxone : ’A’=La, ’B’=Si, ’C’=Do, etc.).
Dans certains vieux théâtres japonais, les rangs sont organisés suivant l’iroha (c'est-à-dire que le premier rang est « i » (い), le deuxième rang « ro » (ろ), etc).
Le mot « Iroha » est également utilisé comme ABC en français pour parler de quelque chose d’élémentaire : « C’est l’ABC… »
Enfin Microsoft Word, OpenOffice ou LibreOffice peuvent numéroter les chapitres en iroha. Ce type de numérotation est également supporté par la plupart des navigateurs web.

## Tori naku, une variante de l’iroha
Il existe une variante de l’iroha qui porte le nom de tori naku (le chant des oiseaux) :
|  | とりなくこゑす ゆめさませ みよあけわたる ひんかしを そらいろはえて おきつへに ほふねむれゐぬ もやのうち |  | 鳥鳴く声す 夢覚ませ 見よ明けわたる ひんかしを 空色映えて 沖つ辺に 帆船群れゐぬ 靄の内 |  | Tori naku kowe su yume sama se Miyo ake wataru hin kashi wo. Sorairo haete oki tsu heni Hofune murewi nu moya no uchi. |

Une traduction possible[pas clair] est :

« Le chant des oiseaux me tire de mes rêves

Regarde à l'est le jour se lève.

L'azur brille et entre le large et la côte

Une flottille de voiliers repose dans la brume. »

ou encore

« Le chant des oiseaux me rappelle un rêve !

Je les aperçois à l'est, traversant la clarté

Du ciel coloré, projeté aux environs du large,

Dans la brume… Les voiles des bateaux s'y enfouissent. »